# ديفيد إي. ماس
ديفيد إي. ماس (بالإنجليزية: David E. Maas)‏ هو مؤرخ أمريكي، ولد في 10 فبراير 1940.